# (2554) Skiff
(2554) Skiff ist ein Asteroid des Hauptgürtels, der am 17. Juli 1980 vom US-amerikanischen Astronomen Edward L. G. Bowell an der Anderson Mesa Station (IAU-Code 688) des Lowell-Observatoriums in Coconino County entdeckt wurde.
Der Asteroid gehört zur Levin-Familie, einer nach (2076) Levin benannten Gruppe von Asteroiden.
(2554) Skiff wurde nach dem US-amerikanischen Astronomen Brian A. Skiff benannt. Der Mitarbeiter am LONEOS-Projekt fand im Jahr 2003 den verschollenen Asteroiden (69230) Hermes wieder und entdeckte darüber hinaus mehrere Kometen und Asteroiden.